# Азербайджанський інститут нафтової промисловості
Азербайджанський інститут нафтової промисловості (Азербайджанський державний науково-дослідний і проєктний інститут нафтової промисловості) — розташований в Баку. Створений в 1929 на базі декількох лабораторій ВО «Азнафта».

## Наукові напрямки
Основна наукова спрямованість:
- проблеми розробки нафтогазових родовищ,
- вдосконалення технології і техніки буріння та експлуатації свердловин,
- наукове обґрунтування напрямів геологорозвідувальних робіт на нафту і газ, проєктування розвідки і розробки родовищ,
- методи максимального нафтовилучення, включаючи термічний;
- створення нових конструкцій глибинних насосів, штанг та іншого нафтопромислового обладнання;
- охорона довкілля;
- економіка нафтопереробного виробництва.

## Структура
У складі інституту 10 наукових відділів; конструкторський підрозділ і дослідно-експериментальна база; аспірантура (очна і заочна). Видаються збірники праць (з 1954).